# Lugio

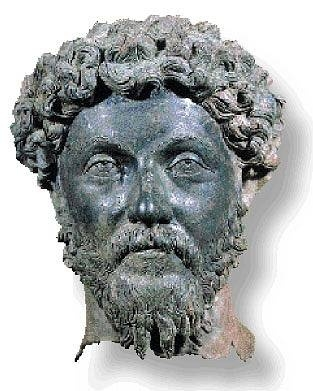
Marcus Aurelius bronz fejszobra

Lugio a Baranya vármegyei Dunaszekcső löszfalára épült római erőd a Pannóniai limes egyik fontos erődje. A területen a rómaiak megjelenését megelőzően a Lukk vagy Lug névre hallgató kelta település helyezkedett el. Már Tiberius császár idején elfoglalták a területet a rómaiak, a dunai átkelést is biztosító erőd építése Vespasiánus uralkodása idejére  69–79 közé tehető. A település elnevezése időközben megváltozott: virágkora idején, a 4. században, Florentia néven ismert.

## Története
Mielőtt a rómaiak elfoglalták a Pannóniát a területen kelta oppidium állott. A rendelkezésre álló adatok alapján 
az első század második felében a római légió a kelta településtől délre egy cölöptábort épített fel. A későbbi kőtábor építésére a második században került sor. Lugio a Duna folyami átkelésre alkalmas szakaszán mint a Barbaricumon keresztül Daciába vezető fontos hadi- és kereskedelmi út kiinduló pontja jelentős szereppel bírt. A Duna természeti adottságai nem csak az átkelést tették lehetővé, hanem az erőd védelmét is megnehezítették. A szarmata háborúk idején többször megtámadták az erődöt, és az le is égett. A 3. és 4. század folyamán többször átépítették. A 4. század végére hanyatlásnak indult és az 5. században elhagyták azt.

## Feltárása
A magyar térképeken a török kortól kezdődően feltűnik a római erődre épített középkori erődítések ábrázolása. A területen a magyar régészek színe-java (Szalágyi István, Rómer Flóris, Wosinsky Mór, Visy Zsolt) végzett feltárást vagy legalább terepbejárást. 1782-ben  Katanchich Péter igazolta, hogy az egykori Lugio helye Dunaszekcső területére esik. 1900-ban készült a területről az első alaprajz, és 1978-ban Visy Zsolt készített értékelhető légi fényképet az erődről. Lugio feltárása azóta is folyamatos. A legismertebb lelet Marcus Aurelius bronz fejszobra.